# Museo civico delle telecomunicazioni (Colleferro)
Il museo civico delle telecomunicazioni di Colleferro, detto anche  Museo Marconiano, è stato inaugurato il 30 ottobre 1999 e ospita la Collezione Cremona.

## Collezioni
La collezione prende avvio da una sezione didattica in cui sono illustrati i più antichi sistemi di telecomunicazione, dai bagliori di fuoco e dai segnali acustici con corni e conchiglie degli uomini primitivi alle stazioni di avvistamento e segnalazioni di periodo greco-romano, per poi arrivare nel Medioevo alcuni strumenti acustici hanno trovato anche impiego nel campo delle trasmissioni: megafoni, campane, trombette, sirene ecc. senza tralasciare il diffuso impiego dei colombi viaggiatori.

Si arriva così verso la fine del XVIII secolo, con l'ausilio del cannocchiale, ha origine la telegrafia ottica con vari modi di segnalazioni.
Nei diverso piani del museo, si possono trovare numerosi esemplari di telegrafi elettrici, sistemi di segnalazione marina e terrestre, con bandiere, apparecchi telefonici di ogni epoca e nazionalità, civili e militari.

Si trovano anche diversi tipi di telescriventi, sismomicrofoni, telefoni ottici, e alcuni esemplari di telegrafia senza fili.

Nel museo è ospitata anche una sezione didattica dei mezzi di comunicazione che erano utilizzati nei servizi di intelligence, ci sono diverse valigie con ricetrasmittenti, che erano in uso presso CIA e KGB.

Obiettivo della Mostra è quello di realizzare un percorso storico sui mezzi di telecomunicazione, attraverso un ampio panorama che illustri l'evoluzione degli strumenti e degli apparati realizzati nel tempo nel campo delle telecomunicazioni.

## Curiosità
- La Collezione, di proprietà del Gen. Francesco Cremona - Guinness World Record  1998, 1999, 1999, 2000, 2001 e 2002, per la sua vastità, rarità e rilevanza storica nei cimeli, e rende omaggio all'opera di Guglielmo Marconi nella Sezione Scienza e Tecnologia.

## Galleria d'immagini

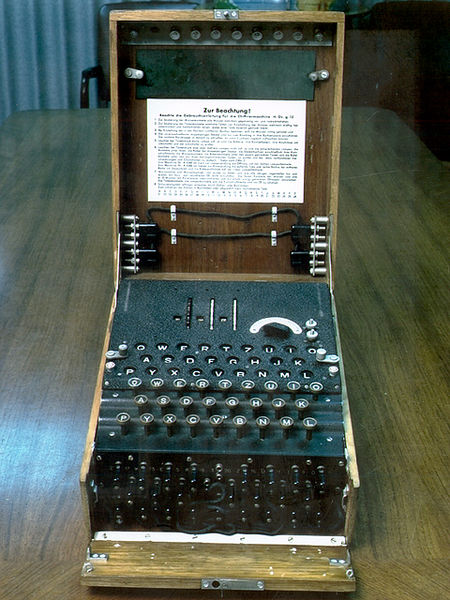
Apparecchio Enigma strumento per crittografare i messaggi radio